# Dipylidium caninum
Dipylidium caninum , também conhecido como verme da pulga, é um cestódeo (verme chato) que parasita animais. Seus hospedeiros são o cão, o gato, e raramente o ser humano e outros animais. Tem como hospedeiros intermediários as pulgas ou piolhos, e ao serem ingeridos pelos hospedeiros definitivos, se alojam no intestino delgado. Lá, ele completa seu ciclo de vida, causando a doença conhecida como dipilidiose.

## Morfologia
O parasita pode chegar a até 50 cm de comprimento. Sua cabeça, chamada de escólex, tem uma estrutura chamada rostelo, que é como uma probóscide, mas retrátil e equipada com quatro ou cinco fileiras de pequenos ganchos usados para se fixar no hospedeiro.

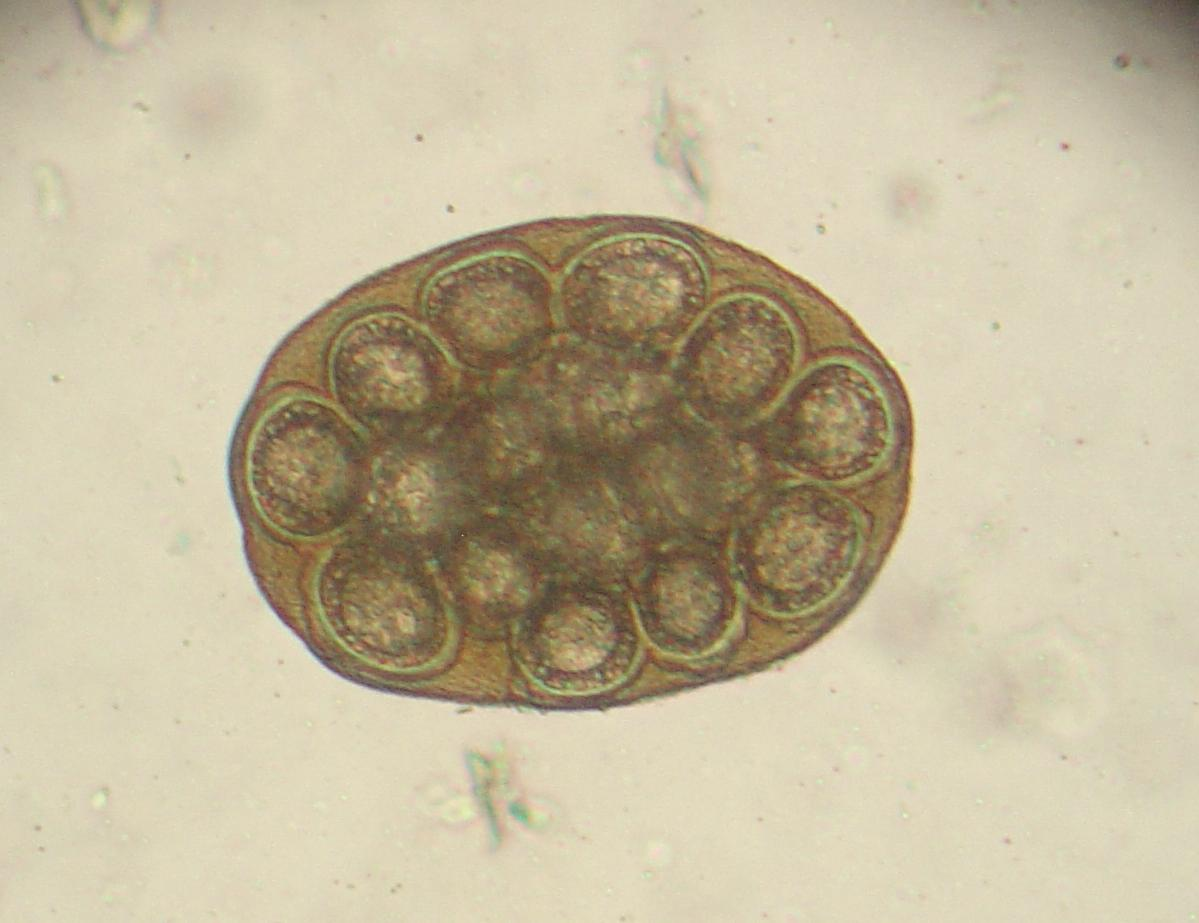
Oncosfera, um estágio embrionário inicial dos vermes cestódeos.

Cada segmento do corpo do parasita, conhecido como proglótide, contém dois conjuntos completos de órgãos reprodutivos masculinos e femininos. À medida que o útero dentro dessas proglótides amadurece, ele assume o formato de uma rede. Quando o segmento atinge o estágio de grávido, ele se divide em pequenas unidades chamadas sacos ovíferos.
Esses sacos ovíferos contém diversas oncosferas (os ovos do parasita). Os segmentos grávidos têm um formato mais comprido do que largo e, quando aparecem nas fezes ou na região ao redor do ânus dos animais, parecem grãos de arroz ou sementes de pepino.

## Ciclo de Vida
Os segmentos eliminados são ativos e capazes de se mover. Quando excretados nas fezes dos animais, desintegram-se, liberando as oncosferas. Essas estruturas são então ingeridas pelo hospedeiro intermediário, que pode ser a larva da pulga ou o piolho.

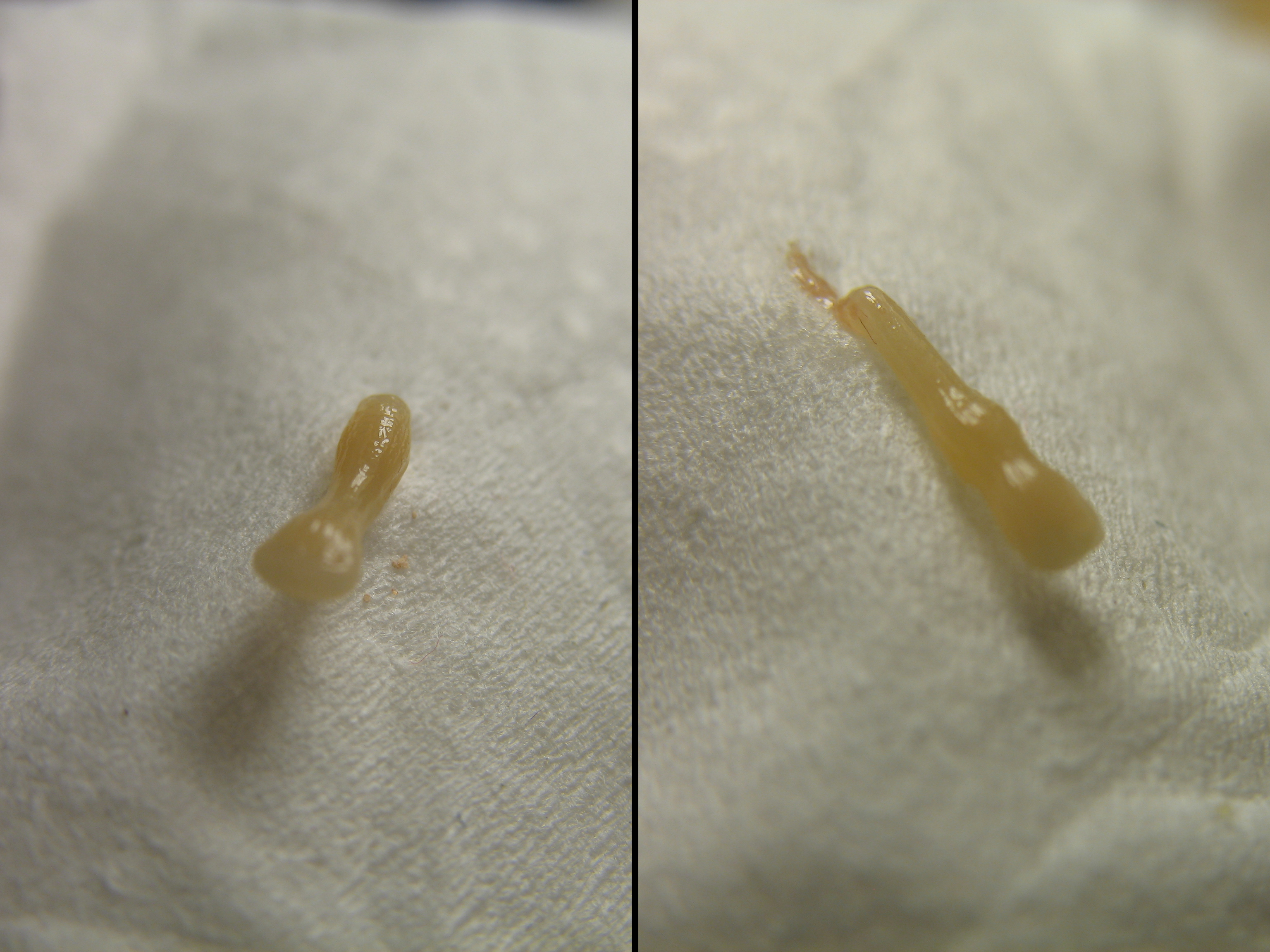
Proglótides móveis de Dipylidium caninum.

Embora todos os estágios de vida do piolho possam ingerir as oncosferas, as pulgas adultas não o fazem devido às suas peças bucais adaptadas para perfuração e ingestão de sangue. A infecção ocorre apenas durante o estágio larval da pulga, quando esta possui peças bucais mastigadoras. 
No organismo do hospedeiro intermediário, as oncosferas transformam-se em cisticercóides. O hospedeiro definitivo se infecta ao ingerir a pulga ou o piolho contendo os cisticercóides. Após a infecção, o desenvolvimento até a forma patente, com a eliminação dos primeiros segmentos grávidos, leva cerca de três semanas. 

## Infecção
A patologia causada pelo Dipylidium caninum em seu hospedeiro definitivo é chamada de dipilidiose. Geralmente afeta cães e gatos, mas também pode acometer humanos, especialmente crianças. A infecção ocorre quando as crianças ingerem acidentalmente pulgas ao levarem as mãos à boca após brincar com seus animais de estimação.
Quando a quantidade de parasitas no organismo é baixa, a doença geralmente não apresenta sintomas. No entanto, à medida que a infecção se torna mais grave, podem surgir sinais como coceira na região anal, dor abdominal, diarreia ou constipação, e perda de peso. Também podem ocorrer perda de apetite e insônia devido à coceira.

## Tratamento
Como na maioria das infecções por cestódeos, os medicamentos de escolha para eliminar as formas adultas são o praziquantel ou a niclosamida. É possível prevenir que os animais de estimação sejam infestados pelo D. caninum tratando-os preventivamente com produtos que eliminem o hospedeiro intermediário, a pulga.